# الفقرة (أولاد عزوز)
الفقرة هو دُوَّار يقع بجماعة دار بوعزة، إقليم النواصر، جهة الدار البيضاء سطات في المملكة المغربية. ينتمي الدوّار لمشيخة أولاد عزوز التي تضم دوارين. يقدر عدد سكانه بـ 4385 نسمة حسب الإحصاء الرسمي للسكان والسكنى لسنة 2004.

## روابط خارجية
- البوابة الوطنية للجماعات الترابية
- المندوبية السامية للتخطيط